# Мали Цвјетнић
Мали Цвјетнић је насељено мјесто у Босни и Херцеговини у општини Бихаћ које административно припада Федерацији Босне и Херцеговине. Према попису становништва из 1991. у насељу је живјело 112 становника.

## Географија
Мали Цвјетнић лежи на равној висоравни (надморска висина 625 метара) која се уздиже изнад долине река Уна и Крка. Северно од овог села налази се Велики Цвјетнић. Налази се непосредно уз границу са Републиком Хрватском.

## Историја
Село се 1894. године налазило у Бобољуској парохији. У њему је тада 29 кућа са 246 православних душа.
Пре распада Југославије, односно до 1995. припадало је општини Дрвар.

## Становништво
| Националност       | 1991. | 1981. | 1971. | 1961. |
| Срби               | 111   |       |       |       |
| Југословени        | 1     |       |       |       |
| остали и непознато |       |       |       |       |
| Укупно             | 112   | '     | '     | '     |

| Демографија | Демографија | Демографија |
| Година      | Становника  | Становника  |
| ----------- | ----------- | ----------- |
| 1981.       | 179         |             |
| 1991.       | 112         |             |